# اپی گراف

در یک تابع محدب اپی گراف حتماً محدب است و همچنین اگر اپی گراف یک تابع محدب باشد خود تابع نیز محدب است.

در ریاضیات اپی گراف یا سوپر گراف تابعی از f:Rn→R مجموعه‌ای واقع یا بالای یک تابع است که به صورت زیر تعریف می‌شود:
{\displaystyle {\mbox{epi}}f=\{(x,\mu )\,:\,x\in \mathbb {R} ^{n},\,\mu \in \mathbb {R} ,\,\mu \geq f(x)\}\subseteq \mathbb {R} ^{n+1}.}
و اپی گراف اکید یا مؤکد به صورت زیر تعریف می‌شود:
{\displaystyle {\mbox{epi}}_{S}f=\{(x,\mu )\,:\,x\in \mathbb {R} ^{n},\,\mu \in \mathbb {R} ,\,\mu >f(x)\}\subseteq \mathbb {R} ^{n+1}.}
که شامل خود تابع نمی‌شود.
مشابها تابع هایپوگراف مجموعه‌ای است که واقع یا زیر یک تابع را شامل می‌شود.
{\displaystyle {\mbox{hyp}}f=\{(x,\mu )\,:\,x\in \mathbb {R} ^{n},\,\mu \in \mathbb {R} ,\,\mu \leq f(x)\}\subseteq \mathbb {R} ^{n+1}.}

## ویژگی‌ها
در یک تابع محدب اپی گراف محدب است و همچنین اگر اپی گراف یک تابع محدب باشد خود تابع نیز محدب است.
در حقیقت اپی گراف ارتباط دهنده توابع محدب و مجموعه‌های محدب است.
اگر مجموعه هایپوگراف یک تابع محدب باشد تابع f یک تابع مقعر است و همچنین اگر اپی گراف یک تابع محدب باشد خود تابع مقعر است.